# 阮玉永瑞
富豐公主阮玉永瑞（越南语：／；1824年6月21日—1863年4月27日），越南阮朝明命帝第十七女，生母才人陳氏竹。

## 生平
明命五年五月二十五日（1824年6月21日），阮玉永瑞在順化皇城出生。嗣德三年（1850年），永瑞27歲，下嫁寧樂子阮進林之子阮進謂。嗣德十六年三月十日（1863年4月27日），永瑞去世，享年四十歲，嗣德帝追贈永瑞為富豐公主，諡婉和。
富豐公主無嗣。